# Il Leone Verde Edizioni
Il leone verde è una casa editrice italiana nata a Torino nel 1997. È specializzata in testi delle tradizioni sapienziali, di cui diversi alla prima traduzione in italiano.
A questi testi affianca anche collane meno specifiche quali Il bambino naturale, sull'arte del maternage naturale e Leggere è un gusto!, sui rapporti tra cucina e letteratura.

## Collane principali

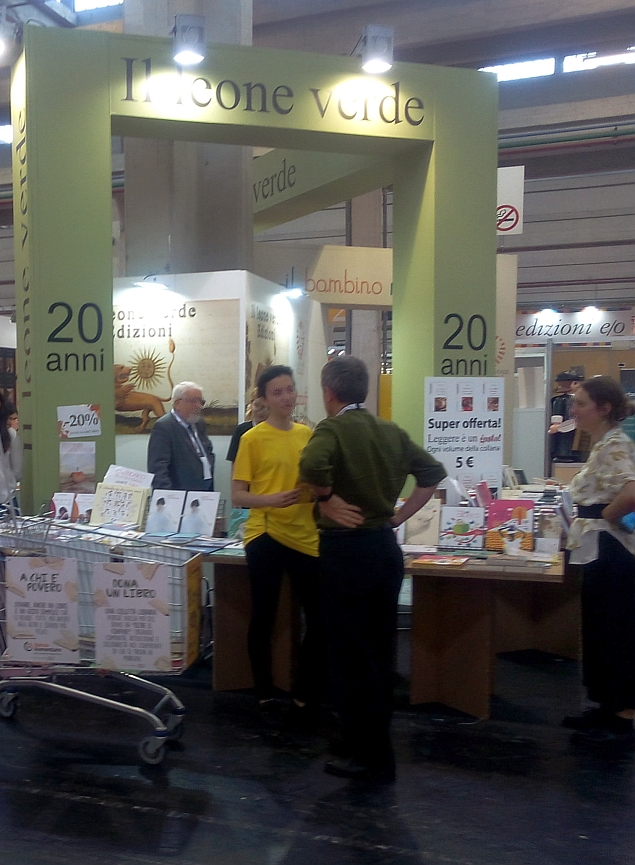
Salone del libro ed. 2017: stand Leone Verde

- Biblioteca dell'anima: testi antichi religiosi, metafisici, dottrinali, solitamente in prima traduzione italiana.
- Via lattea: come la precedente, ma dedicata a testi meno complessi, anche di autori contemporanei.
- L'isola: testi di respiro più ampio, sempre a carattere spirituale.
- Lumina mundi: studi e saggi di approfondimento su tematiche tradizionali e religiose.
- I gioielli: scritti brevi del primo sufismo, per la prima volta tradotti in una lingua occidentale
- Donne altrove: testi letterari di autrici dell'area mediorientale.
- Il bambino naturale: studi e saggi sul maternage naturale, in un'ottica più lontana possibile da qualunque prospettiva industriale e commerciale.
- Leggere è un gusto!: approfondimento dei rapporti tra gastronomia e letteratura, ma anche musica, teatro e cinema attraverso una serie di saggi inerenti ai maggiori scrittori della letteratura italiana e straniera. Ciascun volume è corredato dalle ricette autentiche. I vari volumi di questa collana si propongono di analizzare la funzione del cibo all'interno della narrazione oltre alle valenze espressive dei piatti e dei momenti di convivialità ed i riflessi sulla trama e sui personaggi.
- Il leone verde piccoli:collana di albi illustrati che amplia gli obiettivi dei manuali Il bambino naturale e vuole essere uno strumento aggiuntivo ed efficace di comunicazione con i bambini, per crescere insieme e imparare a condividere. Storie e poesie, accompagnate da immagini delicate e poetiche, da leggere in famiglia fin dalla gravidanza.
- Appunti Montessori:saggi e studi sul metodo di Maria Montessori per pedagogisti, insegnanti, operatori del settore infanzia, ma anche per genitori interessati ad approfondire le idee e l’opera della grande pedagogista.